# Kulturbunker Hannover

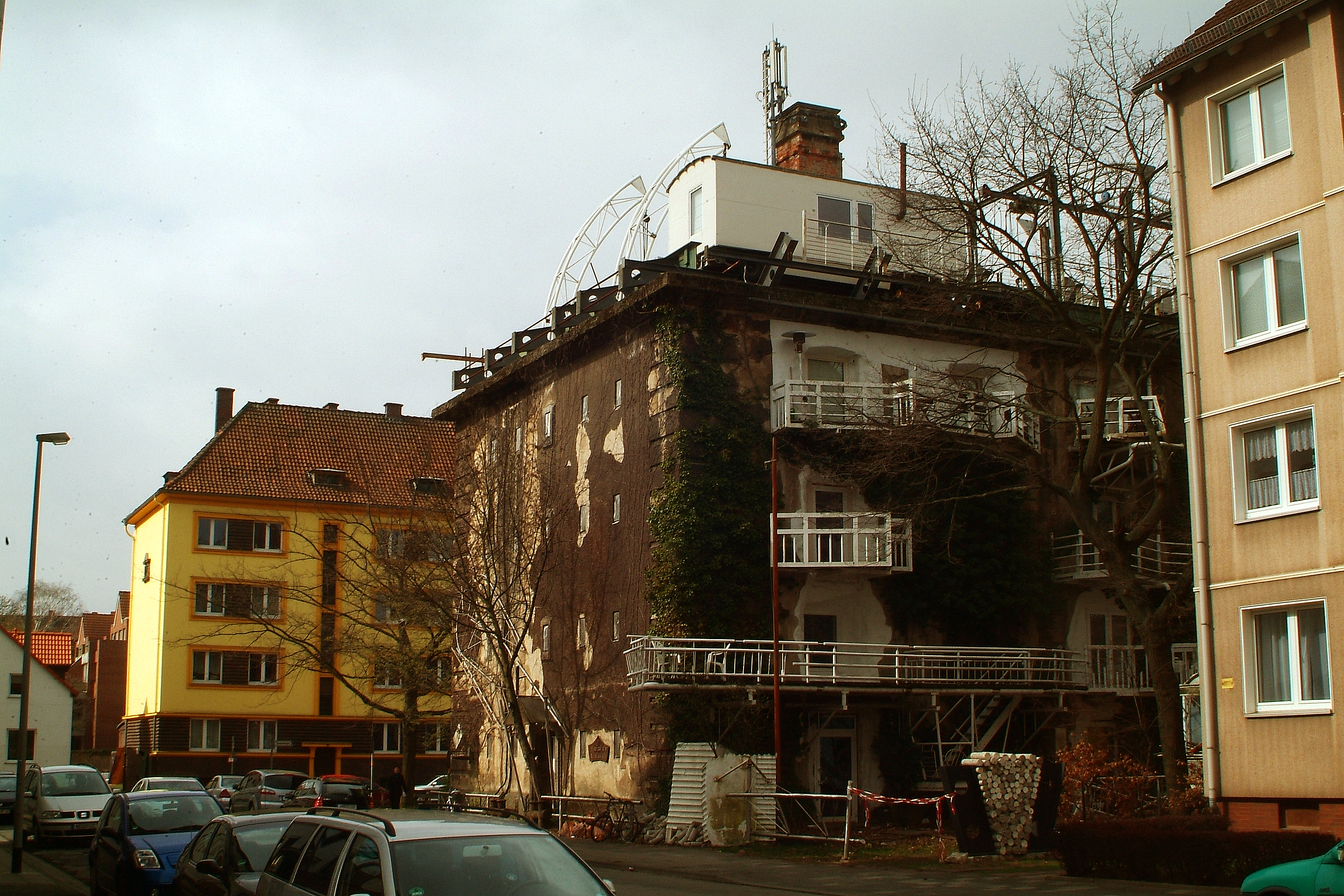
Kulturbunker Hannover in Hainholz

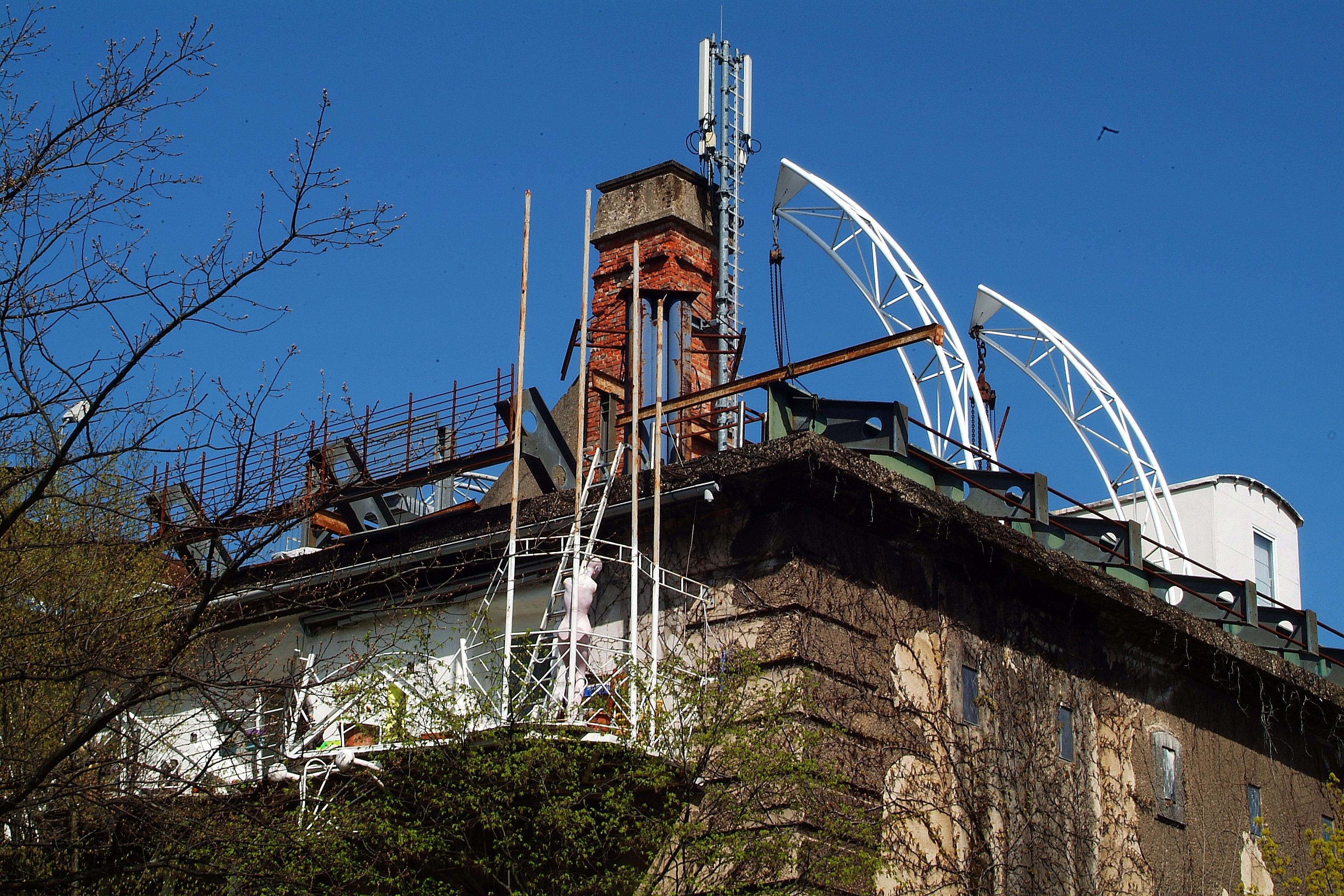
Installationen und Dachaufbauten auf dem Kulturbunker

Der Kulturbunker in Hannover, auch Kulturbunker Hainholz genannt, ist einer von ehemals 57 in Hannover errichteten Luftschutz-Bunkern aus der Zeit des Zweiten Weltkrieges. Standort ist die Bunnenbergstraße 16 A im hannoverschen Stadtteil Hainholz.

## Geschichte und Beschreibung
Der im Januar 1945 in Bottrop in einem Luftschutzbunker geborene „Bildhauer und Fotosoph“ Max Dans erwarb in der niedersächsischen Landeshauptstadt für 40.000 DM in der zweiten Hälfte des 20. Jahrhunderts den Hochbunker in der Bunnenbergstraße. Nachdem er in den 1,40 Meter dicken Wänden des grauen Beton-Würfels vergrößerte Fenster- und Türöffnungen, zahlreiche Balkone geschaffen und Installationen gestaltet hatte, richtete er dort neben Wohnräumen insbesondere Übungsräume für Musikgruppen sowie Ateliers für Künstler ein.
Seit den 1990er Jahren war der Kulturbunker Schauplatz für zahlreiche Veranstaltungen wie Lesungen, Konzerte und Ausstellungen. 2003 diente das Gebäude beispielsweise den von der Theaterpädagogin des Vereins Creo Gundel Gebauer und dem hannoverschen Komponisten Christof Littmann unterstützten Schülern der Integrierten Gesamtschule Büssingweg für die Aufführung eines Musik- und Theaterspiels, während der auch Filmaufnahmen gefertigt wurden.

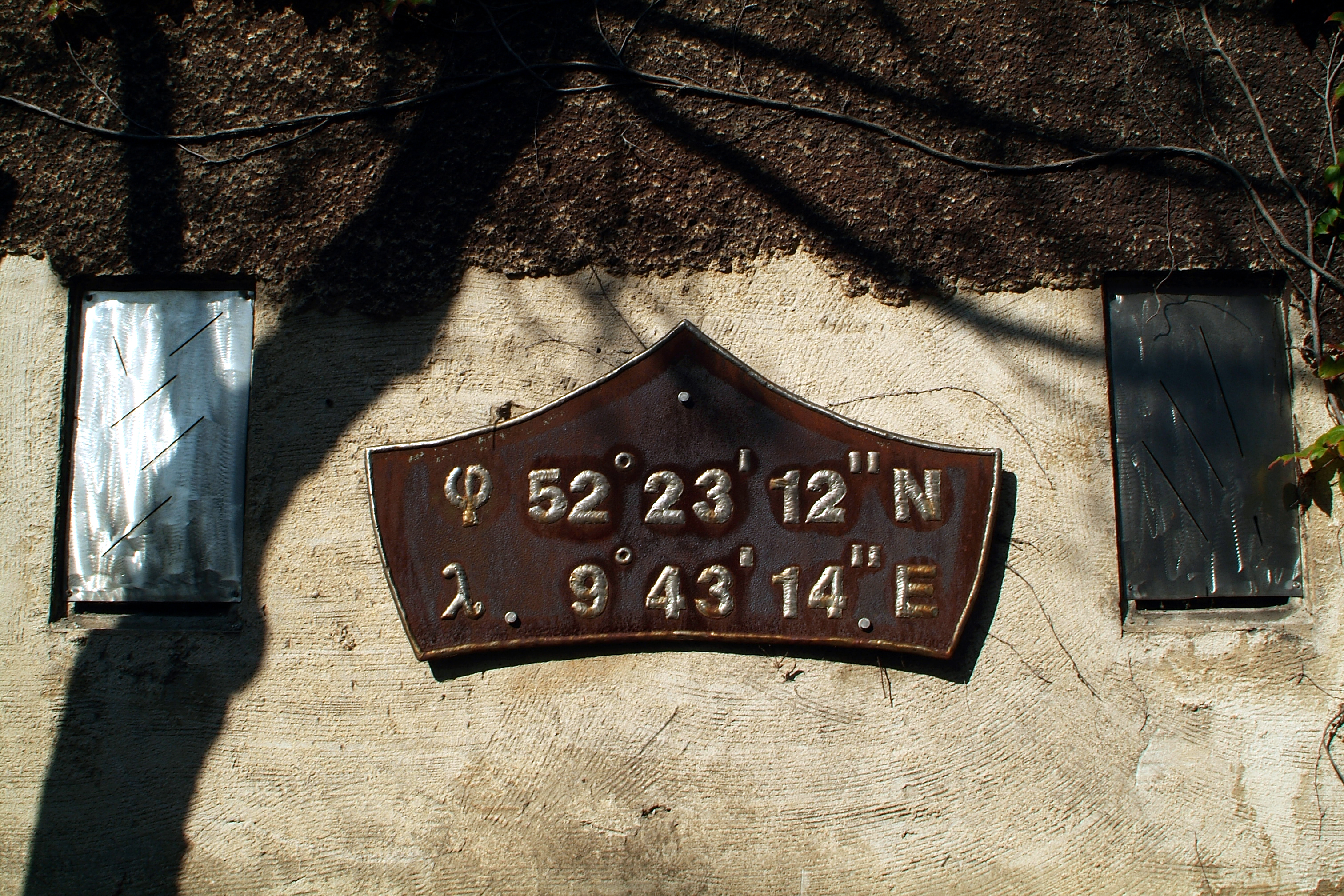
Geokoordinate am Gebäude
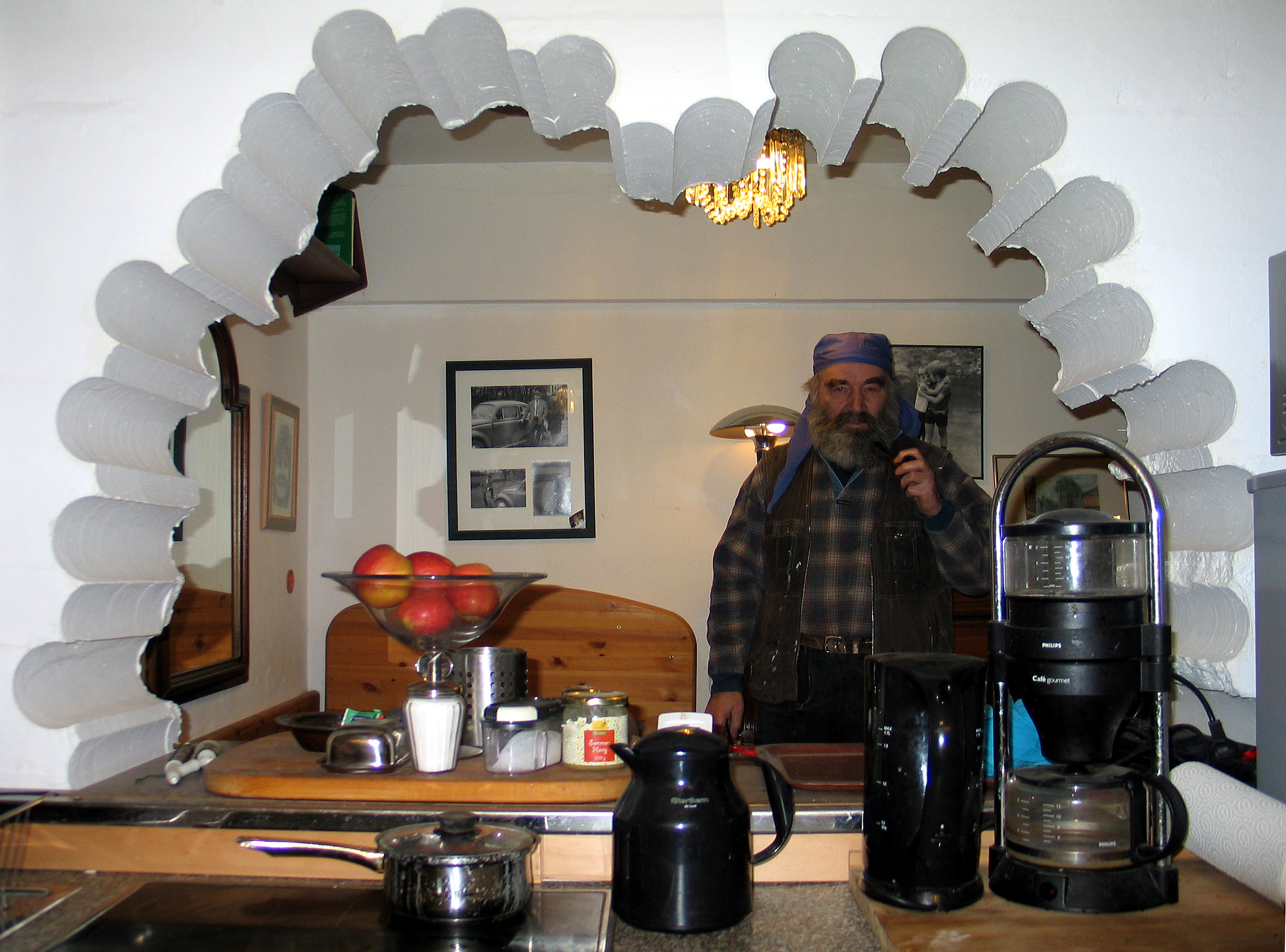
Aufgebohrte Innenwand mit Blick in eine Küche
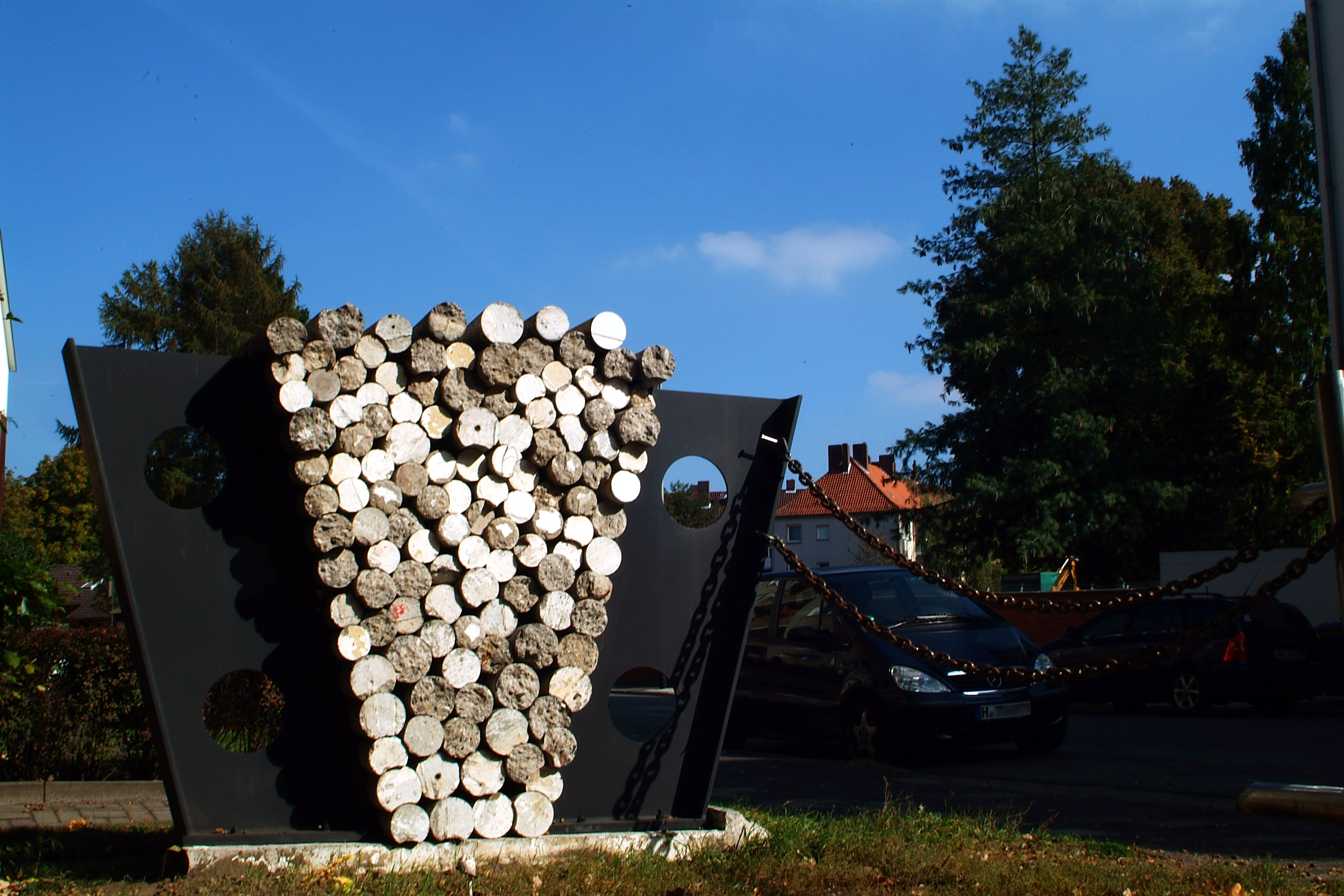
Skulptur aus Bohrkernen
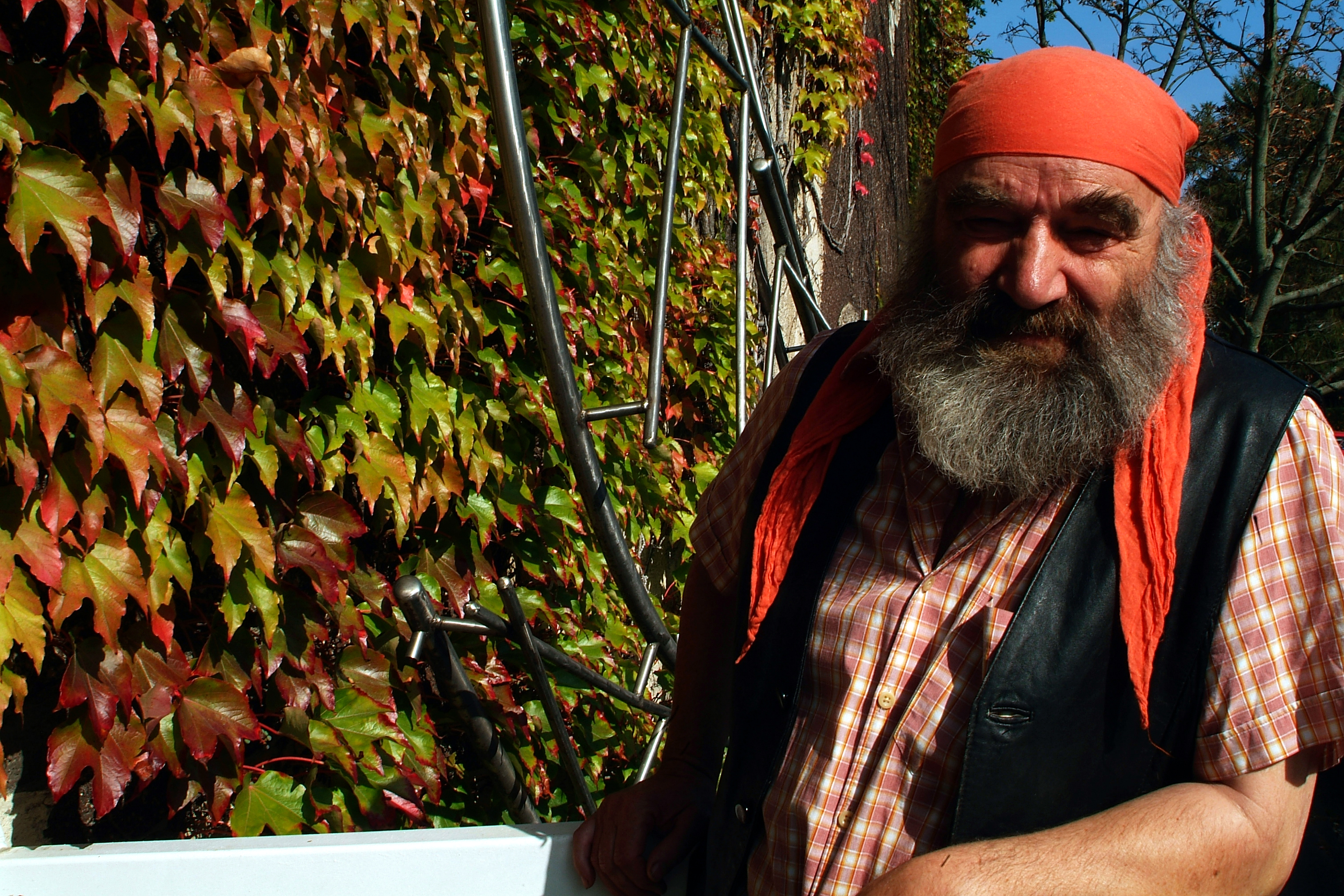
Der Künstler Max Dans